# Бутелштет
Бутелштет (њем. Buttelstedt) град је у њемачкој савезној држави Тирингија. Једно је од 75 општинских средишта округа Вајмарер Ланд. Према процјени из 2010. у граду је живјело 1.358 становника. Посједује регионалну шифру (AGS) 16071011.

## Географски и демографски подаци
Бутелштет се налази у савезној држави Тирингија у округу Вајмарер Ланд. Град се налази на надморској висини од 200 метара. Површина општине износи 18,8 km². У самом граду је, према процјени из 2010. године, живјело 1.358 становника. Просјечна густина становништва износи 72 становника/km².